# Abdullah the Butcher
Lawrence Robert "Larry" Shreve (nacido el 11 de enero de 1941 en Windsor, Ontario Canadá), conocido por su nombre artístico Abdullah the Butcher, es un luchador profesional canadiense. Es reconocido por haberse envuelto en algunas de las luchas hardcore más violentas y sangrientas de la historia.
Shreve es cinco veces campeón mundial al haber sido en cinco ocasiones Campeón Universal Peso Pesado de la WWC. También ha ganado en 3 ocasiones el Campeonato Peso Pesado de Puerto Rico de la WWC. Uno de los aspectos reconocibles de Shreve son las cicatrices con forma de terrón en su cabeza causadas por el excesivo blading durante su carrera. Las cicatrices son tan profundas que, según Mick Foley, Shreve puede meterse fichas de casino en ellas. Un artista marcial amateur, Shreve también tiene un conocimiento sobre judo y karate, frecuentemente utilizandolo en sus luchas. Principalmente, lo utilizaba mediante sus lanzamientos estilo judo y los machetazos de karate. En 2011 fue inducido al Salón de la Fama de la WWE.

## Primeros años
Shreve nació el 11 de enero de 1941 y fue criado en Windsor, Ontario, como parte de una familia de diez personas en un ambiente notoriamente empobrecido. Aprendió karate y judo de joven, y le enseñaba a otros niños en el patio trasero. Shreve dice haber obtenido el título de Gran Maestro de séptimo grado.

## En lucha
- Movimientos finales
  - Bottom rope splash
  - Jumping headbutt
  - The Freight Train / The Butcher's Axe / Sudanese Meat Cleaver (Running pointed elbow drop to the throat)
- Movimientos de firma
  - Diving double foot stomp
  - Dropkick
  - Throat thrust

## Campeonatos y logros
- All Japan Pro Wrestling
  - NWA International Tag Team Championship (1 vez) - con Ray Candy[1]
  - NWA United National Championship (1 vez)[2]
  - PWF United States Heavyweight Championship (1 vez)[3]
  - PWF World Heavyweight Championship (1 vez)[4]
  - Champion Carnival (1976, 1979)[5][6]
  - January 4 Korakuen Hall Heavyweight Battle Royal (2008)[7]

- Big Japan Pro Wrestling
  - BJW Deathmatch Heavyweight Championship (1 vez)[8]

- Central States Wrestling
  - NWA Central States Tag Team Championship (1 vez) - con Roger Kirby

- Georgia Championship Wrestling
  - NWA Georgia Heavyweight Championship (1 vez)[9]
  - NWA Georgia Television Championship (1 vez)[10]

- International Wrestling Association
  - IWA International Heavyweight Championship (3 veces)

- Lutte Internationale
  - Canadian International Heavyweight Championship (1 vez)[11]

- Midwest Wrestling Federation
  - MWWF Heavyweight Championship (2 veces)[12]

- NWA All-Star Wrestling
  - NWA Canadian Tag Team Championship (Vancouver version) (2 veces) - con Dr. Jerry Graham (1) y Armand Hussein (1)[13]
  - NWA World Tag Team Championship (Vancouver version) (1 vez) - con Dr. Jerry Graham[14]

- NWA Detroit
  - NWA United States Heavyweight Championship (Detroit version) (1 vez)
  - NWA World Tag Team Championship (Detroit version) (1 vez) - con Killer Tim Brooks

- NWA New Zealand
  - NWA New Zealand British Commonwealth Championship (1 vez)

- NWA Southwest
  - NWA Texas Hardcore Championship (1 vez)[15]

- National Wrestling Federation
  - NWF Heavyweight Championship (2 veces)
  - NWF International Championship (1 vez)

- Pro Wrestling Illustrated
  - PWI ranking #35 de los 500 mejores luchadores individuales de la "PWI 500" en 1991[16]

- Stampede Wrestling
  - NWA Canadian Heavyweight Championship (Calgary version) (1 vez)[17]
  - Stampede North American Heavyweight Championship (6 veces)[18]

- Tokyo Pro Wrestling
  - TPW Tag Team Championship (1 vez) - con Benkei

- Tokyo Sports
  - Premio al más Popular (1978, 1980)[19][20]
  - Premio a la Pelea del año (1979) con Tiger Jeet Singh vs. Antonio Inoki y Giant Baba el 26 de agosto[19]

- World Class Wrestling Association
  - WCWA Brass Knuckles Championship (1 vez)

- World Wrestling Council
  - WWC Caribbean Heavyweight Championship (2 veces)[21]
  - WWC North American Heavyweight Championship (2 veces)[22]
  - WWC Puerto Rico Heavyweight Championship (3 veces)[23]
  - WWC Universal Heavyweight Championship (5 veces)[24]

- Wrestling Observer Newsletter awards
  - Wrestling Observer Newsletter Hall of Fame (Class of 1996)[25]

- WWE
  - WWE Hall of Fame (2011)